# Prix Goya de la meilleure chanson originale
Le prix Goya de la meilleure chanson originale est une récompense décernée par l'Academia de las artes y las ciencias cinematográficas de España au cours de la cérémonie annuelle des Goya.
L'Académie récompense ce prix depuis l'année 1986.

## Palmarès

### Années 2000
- 2001 : Manuel Malou
- 2002 : Tu bosque animado - Luz Casal[1]

- 2023: Sintiéndolo mucho - Joaquín Sabina[2]
- 2024 : Yo solo quiero amor pour Te estoy amando locamente - Rigoberta Bandini[3]
- 2025 : La guitarra flamenca de Yerai Cortés - Yerai Cortés